# 薩拉馬 (奧蘭喬省)

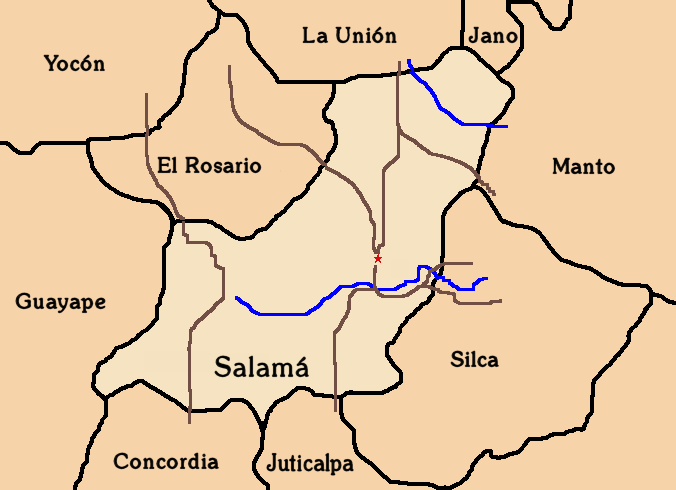

薩拉馬（西班牙語：Salamá）是洪都拉斯的城鎮，位於該國西部，由奧科特佩克省負責管轄，始建於1829年，面積337.85平方公里，海拔高度648米，2001年人口6,306，人口密度每平方公里18.67人。
14°50′N 86°35′W / 14.833°N 86.583°W